# Nick van der Lijke
Nick van der Lijke (Middelburg, 23 september 1991) is een Nederlands voormalig wielrenner.

## Carrière
Van der Lijke begon zijn wielerloopbaan bij de Rabobank opleidingsploeg, waarna hij doorstroomde naar de hoofdploeg Belkin en LottoNL-Jumbo. Vanaf 2017 reed hij voor Roompot en toen die ploeg ophield te bestaan kwam hij in Deense dienst bij Riwal.
Voor 2022 kreeg hij geen contract en leek zijn carrière voorbij, toen hij samen met zijn vrouw Nicky Zijlaard, broodjeszaak De Snor van zijn schoonouders overnam. Nadat de overname was teruggedraaid, ging hij weer koersen, won amateurwedstrijden, en keerde in 2023 terug bij de nieuwe fusieploeg Leopard TOGT.

## Overwinningen
2012
1e etappe Ronde van Gironde
Eindklassement Ronde van Gironde
2013
Beverbeek Classic
2e etappe deel A Kreiz Breizh Elites
Eindklassement Kreiz Breizh Elites
2016
Jongerenklassement Tour des Fjords
2017
 Nederlands kampioenschap, Derny
2018
 Europees kampioenschap, Derny

## Resultaten in voornaamste wedstrijden
| Jaar | Ronde van Italië | Ronde van Frankrijk | Ronde van Spanje |
| ---- | ---------------- | ------------------- | ---------------- |
| 2015 | 86e              |                     |                  |
| 2016 |                  |                     |                  |
| 2017 |                  |                     |                  |
| 2018 |                  |                     |                  |
| 2019 |                  |                     |                  |
| 2020 |                  |                     |                  |

| Jaar | Amstel Gold Race | Luik-Bast.‑Luik | Waalse Pijl | Parijs-Tours | Brabantse Pijl |  | WK op de weg |  | Wereldranglijsten |
| ---- | ---------------- | --------------- | ----------- | ------------ | -------------- |  | ------------ |  | ----------------- |
| 2015 | opgave           |                 | opgave      |              | 98e            |  |              |  |                   |
| 2016 |                  | opgave          |             | 94e          |                |  |              |  |                   |
| 2017 | 23e              | 71e             |             |              | 26e            |  |              |  |                   |
| 2018 | opgave           |                 |             |              |                |  |              |  | 492e (UWR)        |
| 2019 | 48e              |                 |             | opgave       | 16e            |  |              |  | 461e (UWR)        |
| 2020 |                  |                 |             |              |                |  | opgave       |  |                   |

## Ploegen
- 2010 –  Rabobank Continental Team
- 2011 –  Rabobank Continental Team
- 2012 –  Rabobank Continental Team
- 2013 –  Rabobank Development Team
- 2014 –  Belkin-Pro Cycling Team
- 2015 –  Team LottoNL-Jumbo
- 2016 –  Roompot-Oranje Peloton
- 2017 –  Roompot-Nederlandse Loterij
- 2018 –  Roompot-Nederlandse Loterij
- 2019 –  Roompot-Charles
- 2020 –  Riwal-Readynez Cycling Team
- 2021 –  Riwal Cycling Team
- 2023 –  Leopard TOGT Pro Cycling

Adams (tot 25/08) ·
Boeve ·
Bol ·
Bovenhuis ·
Bulgaç ·
van Geffen (tot 09/05) ·
Hofland ·
Keizer ·
Kelderman ·
Kreder · 
van der Lijke ·
Markus ·
Ockeloen ·
van Poppel ·
Sinkeldam ·
Slagter ·
Vermeltfoort ·
Vrijmoed
Asselman ·
van Baarle ·
Bol ·
Boskamp ·
Bovenhuis ·
Bulgaç ·
Dennis ·
Dumoulin ·
Goos ·
Hofland ·
Kelderman ·
Kreder · 
van der Lijke ·
Markus ·
Olivier ·
Riesebeek ·
Sinkeldam
van Baarle ·
Boskamp ·
Bovenhuis ·
Goos ·
Hofland ·
Huizenga ·
Kreder (tot 31/07) · 
van der Lijke ·
van Poppel ·
Megens ·
Minnaard ·
Olivier ·
Riesebeek ·
Slik ·
Tusveld ·
Zabel ·
Zepuntke
van Baarle ·
Bosman ·
Bovenhuis ·
van Dongen ·
Dolfsma ·
van Empel ·
Godrie ·
van der Haar ·
Hofstede ·
Korevaar · 
van der Lijke ·
Minnaard ·
Olivier ·
Slik ·
Teunissen ·
van Trijp ·
Tusveld ·
Wubben ·
Zabel ·
Zepuntke ·
Meijers (stagiair) ·
Roosen (stagiair) 
Bobridge · Bol · Boom ·  Bos · Brown · Clement · Flens · Gárate · Gesink · Goos · Hivert · Hofland · Keizer · Kelderman · Kruijswijk · Leezer · Markus · Martens · Mollema · Nordhaug · Tankink · Tanner · ten Dam · Tjallingii · van der Lijke · van Emden · van Winden · Vanmarcke · Wagner · Wynants · Tusveld (stagiair)
Bennett · Bulgaç · De Weert · Flens · Gesink · Goos · Hofland · Keizer · Kelderman · Kruijswijk · Leezer · Lindeman · Markus · Martens · Roosen · Tankink · Teunissen · ten Dam · Tjallingii · Van Asbroeck · van der Lijke · van Emden · Vanmarcke · van Winden · Wagner · Wynants · Bouwman (stagiair) · Castelijns (stagiair) · Lammertink (stagiair)
Ariesen · Asselman · Budding · van Empel · van Ginneken · van Goethem · van der Hoorn · Kreder · Ligthart · van der Lijke · Looij · Meijers · Mouris · Reinders · Riesebeek · Tusveld · Vermeltfoort · de Vries · Weening
Ariesen · Asselman · Budding · van Empel · Gerts · van Ginneken · van Goethem · de Greef · van der Hoorn · Ligthart · van der Lijke · Meijers · Reinders · Riesebeek · van Schip · Vermeltfoort · Weening · Wippert
Asselman · Boom · De Bie · De Witte · Duijn · M. Lammertink · Leysen · Livyns · Reinders · Riesebeek · Steels · Timmermans · Van Ginneken · Van der Lijke · Van Poppel · van Schip · Van Staeyen · Weening